# Joe Morton
Joe Morton (Bronx, 1947. október 18. –) Primetime Emmy-díjas amerikai színész. 
Dr. Miles Bennett Dyson megformálásáról ismert a Terminátor 2. – Az ítélet napja című 1991-es sci-fi akciófilmben. Játszott olyan filmekben, mint az Egerek és emberek (1992), a Féktelenül (1994),  a Tűzparancs (1996), a Féktelenül 2. – Teljes gőzzel (1996), a Temetetlen múlt (2000), A felejtés bére (2003), a Lopakodó (2005) és az Amerikai gengszter (2007)
A 2010-es évektől feltűnt a DC-moziuniverzum két filmjében: Batman Superman ellen – Az igazság hajnala (2016) és Az Igazság Ligája (2017).

## Élete és pályafutása
Harlemben, New York feketék lakta negyedében született. Tízéves volt, amikor édesapja elhunyt. 
A Broadwayn a Hair című musicalben lépett fel először. Ezt követően filmezni kezdett, több mint 50 mozifilmben volt látható. Emellett televíziós sorozatokban is játszott, illetve szinkronszínészként kölcsönözte hangját, például a Grand Theft Auto: San Andreas című 2004-es videójátékban.

## Filmszerepei
| - Az Igazság Ligája (2017) - Batman Superman ellen – Az igazság hajnala (2016) - La linea (2008) - Wherever You Are (2008) - Badland (2007) - Amerikai gengszter (2007) - The Night Listener (2006) - Lopakodó (2005) - Back in the Day (2005) - Breaking Dawn (2004) - Lenny the Wonder Dog (2004) - Paycheck (2003) - Thoughtcrimes (2003) - Crossing (2003) - Dragonfly (2002) - Ali (2001) - Szívörvény (2000) - Temetetlen múlt (2000) - The Astronaut's Wife (1999) - Apt Pupil (1998) - Blues Brothers 2000 (1998) - When It Clicks (1998) - Trouble on the Corner (1997) - Féktelenül 2. – Teljes gőzzel (1997) - The Pest (1997) | - Lone Star (1996) - Executive Decision (1996) - The Walking Dead (1995) - Féktelenül (1994) - The Inkwell (1994) - Halhatatlan szerelem (1992) - Egerek és emberek (1992) - City of Hope (1991) - Terminátor 2. – Az ítélet napja (1991) - The Lost Platoon (1991) - The Good Policeman (1991) - Tap (1989) - The Good Mother (1988) - Zelly and Me (1988) - Stranded (1987) - Crossroads (1986) - Trouble in Mind (1985) - The Brother from Another Planet (1984) - Curse of the Pink Panther (1983) - The Clairvoyant (1982) - ...And Justice for All. (1979) - Between the Lines (1977) |